# Sie werden euch in den Bann tun, BWV 44

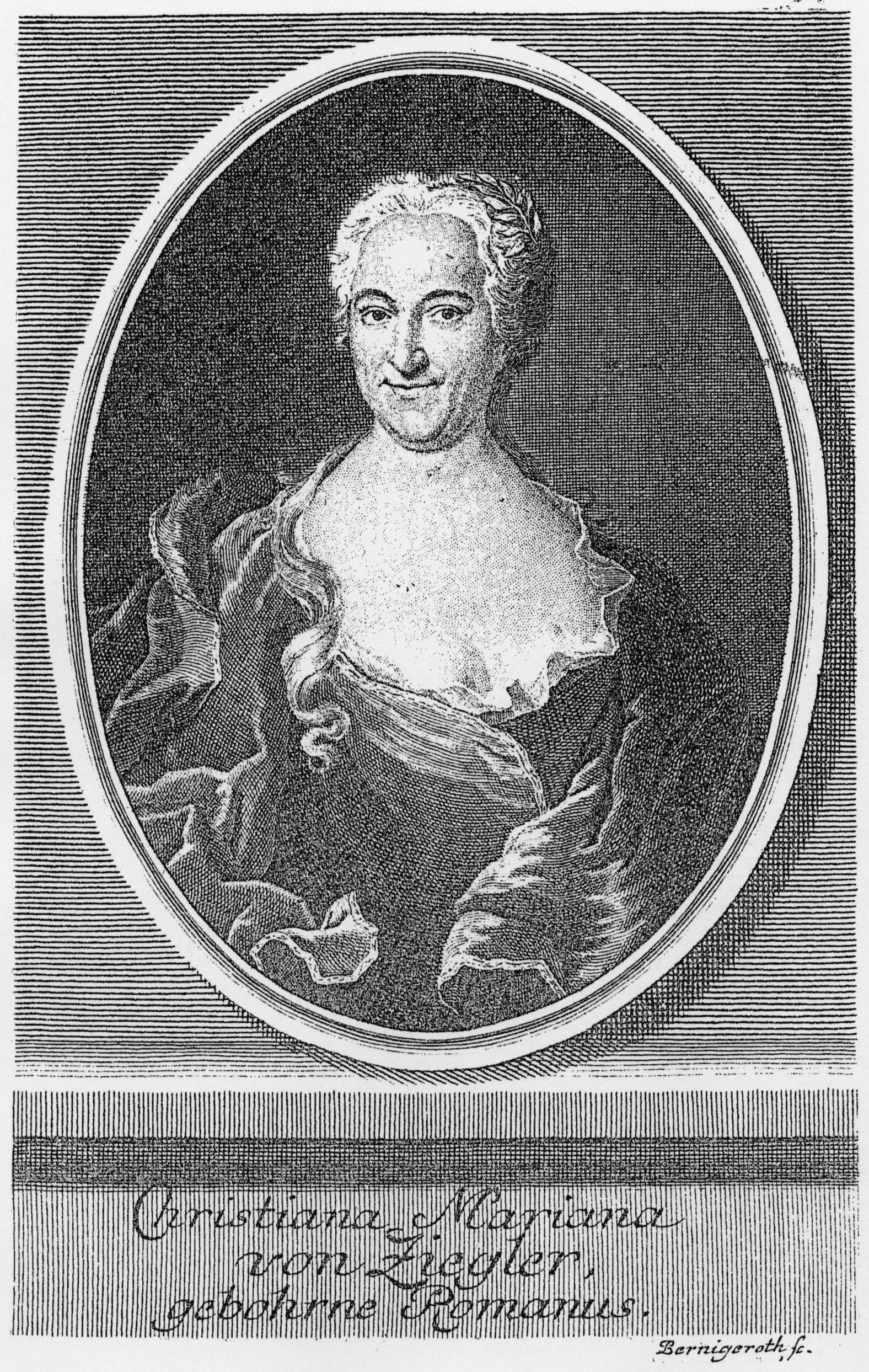
Christiana Mariana von Ziegler, autora del texto de la cantata.

Sie werden euch in den Bann tun, BWV 44 (Ellos os echarán de las sinagogas) es una cantata de iglesia escrita por Johann Sebastian Bach en Leipzig para el domingo después de la Ascensión y estrenada el 21 de mayo de 1724.

## Historia
Bach compuso esta obra durante su primer año como Thomaskantor en Leipzig para el domingo después de la Ascensión, también conocido como Exaudi. Es la última composición original de cantata de su primer ciclo anual, después de ella Bach llevó a cabo diversos reajustes de piezas musicales anteriores hasta el inicio del segundo ciclo anual de cantatas corales en el primer domingo después de la Trinidad. La cantata fue interpretada por primera vez el 21 de mayo de 1724.

## Análisis

### Texto
Las lecturas establecidas para ese día eran de la primera epístola de Pedro, "servíos unos a los otros" (1 Pedro 4:8-11), y del evangelio según San Juan, la promesa de Paráclito el "espíritu de la verdad" y el anuncio de la persecución tomados del segundo discurso de despedida (Marcos 16:14-20).
El poeta desconocido empieza con una cita del evangelio. Un año más tarde, la poetisa Christiana Mariana von Ziegler empezaría su texto de cantata para esta misma ocasión, Sie werden euch in den Bann tun, BWV 183, con la misma cita bíblica. No obstante, aparte de esto las dos obras tiene poco en común. El poeta refleja la persecución de los cristianos, subrayándola mediante un coral como movimiento 4, la primera estrofa de "Ach Gott, wie manches Herzeleid" de Martin Moller. En el movimiento 5 el poeta da una razón, el Anticristo siquiera pensando en trabajar para Dios luchando contra los cristianos y sus enseñanzas. En el movimiento 6, a los que sufren Dios les promete su ayuda. El coral de cierre es la última estrofa de "In allen meinen Taten" de Paul Fleming.

### Instrumentación
La obra está escrita para cuatro solistas vocales (soprano, alto, tenor y bajo) y un coro a cuatro voces; dos oboes, dos violines, viola y bajo continuo.

### Estructura
Consta de siete movimientos.
1. Dúo (tenor, bajo): Sie werden euch in den Bann tun
2. Coro: Es kömmt aber die Zeit
3. Aria (alto): Christen müssen auf der Erden
4. Coral (tenor): Ach Gott, wie manches Herzeleid
5. Recitativo (bajo): Es sucht der Antichrist
6. Aria (soprano): Es ist und bleibt der Christen Trost
7. Coral: So sei nun, Seele, deine

Al igual que en muchas obras de Georg Philipp Telemann, aunque es algo inusual en las cantatas de Bach, la cita bíblica se divide en dos movimientos, un dúo y un coro que le sigue inmediatamente en un compás diferente y un tempo más rápido. El dúo es un lamento expresivo, presentado por los dos oboes en imitación sobre temas que recogen las voces. El coro ha sido descrito como "tumultuoso y excitado" y comparado con la representación de la multitud exaltada (turba) en la Pasión según San Juan, BWV 245 y la Pasión según San Mateo, BWV 244 del propio Bach. Sigue el texto en secciones en su mayoría homofónicas con instrumentos independientes. El principio, "Es kömmt aber die Zeit" (Pero llegará un tiempo), se ilustra mediante bloques de acordes (Akkordblöcke) como "llamadas retóricas repetidas". En "daß, wer euch tötet" (cuando quien os mate) la palabra "töten" es "enfatizada dos veces mediante un repentino y misterioso piano y pálidas armonías con tintes cromáticos", según Klaus Hofmann, o "amenazante textura cromática de notas sostenidas sustentadas sobre inesperadas armonías", conforme a Julian Mincham. Finalmente "wird meinen, er tue Gott einen Dienst daran" (creerá hacer un servicio a Dios) se interpreta mediante imitación libre. Tras esta presentación secuencial de las tres ideas del texto, éstas son repetidas en variación y combinación. Mincham resume el tono "inflexible" de la declaración "llegará el tiempo en que vuestro asesino creerá que ha hecho un servicio a Dios".
El movimiento 3 hace referencia al comienzo en un apacible compás de 3/4 con un oboe obbligato. Las palabras "Marter, Bann und schwere Pein" (martirio, exilio y amargo dolor) son coloreadas en un expresivo cromatismo, aunque el texto habla de superarlos. Hofmann describe "la suspensión similar a un suspiro y el oscurecimiento armónico emocionalmente cargado". El coral de comentarios, sobre la melodía "Herr Jesu Christ, meins Lebens Licht" casi sin adornos, es cantado por el tenor con un ostinato en el continuo derivado de la primera línea del coral. Hofmann observa en el ostinato del continuo que "en el lugar donde el texto tiene la palabra "Herzeleid" (dolor de corazón), es expandido mediante notas cromáticas entre medias – una expresión figurativa del dolor, del lamento que caracteriza todo el movimiento". Mincham señala que este coral central "parece casi anticiparse a las armonías atonales del siglo XX". El siguiente movimiento es un recitativo secco breve que marca un punto de inflexión y desemboca en un aria de consolación en un movimiento parecido a una danza, acompañado por la cuerda doblada por los oboes. En la sección central, las tormentas y "vientos de problemas" dan paso a que "el sol de la alegría pronto sonriese" (die Freudensonne bald gelacht), expresado con vívidas coloraturas. La cantata se cierra con un arreglo de coral a cuatro voces sobre la melodía de "O Welt, ich muß dich lassen", que recuerda al arreglo de la misma melodía en el movimiento 10 de la Pasión según San Mateo, BWV 244, "Ich bins, ich sollte büßen".

## Discografía selecta
De esta pieza se han realizado una serie de grabaciones entre las que destacan las siguientes.
- 1975 – Bach Cantatas Vol. 3. Karl Richter, Münchener Bach-Chor, Münchener Bach-Orchester, Ernst Haefliger, Edith Mathis, Anna Reynolds, Dietrich Fischer-Dieskau (Archiv Produktion)
- 1975 – J.S. Bach: Das Kantatenwerk Vol. 3. Nikolaus Harnoncourt, Wiener Sängerknaben, Chorus Viennensis, Concentus Musicus Wien, solista del Wiener Sängerknaben, Paul Esswood, Kurt Equiluz, Ruud van der Meer (Teldec)
- 1970s – East German Revolution. Hans-Joachim Rotzsch, Thomanerchor, Gewandhausorchester, Regina Werner, Gerda Schriever, Peter Menzel, Hermann Christian Polster (Pilz)
- 1979 – Die Bach Kantate Vol. 35. Helmuth Rilling, Gächinger Kantorei, Bach-Collegium Stuttgart, Arleen Augér, Helen Watts, Aldo Baldin, Wolfgang Schöne (Hänssler)
- 1993 – J.S. Bach: Himmelfahrts-Oratorium. Philippe Herreweghe, Collegium Vocale Gent, Barbara Schlick, Catherine Patriasz, Christoph Prégardien, Peter Kooy (Harmonia Mundi France)
- 1998 – J.S. Bach: Complete Cantatas Vol. 10. Ton Koopman, Amsterdam Baroque Orchestra & Choir, Caroline Stam, Michael Chance, Paul Agnew, Klaus Mertens (Antoine Marchand)
- 1999 – Bach Edition Vol. 5: Cantatas Vol. 2. Pieter Jan Leusink, Holland Boys Choir, Netherlands Bach Collegium, Ruth Holton, Sytse Buwalda, Knut Schoch, Bas Ramselaar (Brilliant Classics)
- 2001 – J.S. Bach: Cantatas Vol. 20 BWV 44, 59, 173, 184. Masaaki Suzuki, Bach Collegium Japan, Yukari Nonoshita, Mutsumi Hatano, Gerd Türk, Peter Kooy (BIS)
- 2008 – J.S. Bach: Cantatas for the Complete Liturgical Year Vol. 10: BWV 108, 86, 11, 44. Sigiswald Kuijken, La Petite Bande, Siri Thornhill, Petra Noskaiová, Christoph Genz, Jan van der Crabben (Accent)